# Cocentaina (kommunhuvudort)
Cocentaina är en kommunhuvudort i Spanien.   Den ligger i provinsen Provincia de Alicante och regionen Valencia, i den östra delen av landet, 300 km sydost om huvudstaden Madrid. Cocentaina ligger 458 meter över havet och antalet invånare är 11 467.
Terrängen runt Cocentaina är kuperad. Runt Cocentaina är det glesbefolkat, med 8 invånare per kvadratkilometer. Närmaste större samhälle är Alcoy, 4,8 km sydväst om Cocentaina. 